# Pécsi Vidámpark
A Pécsi Vidámpark 5 hektáros területen üzemelt a Mecseki Parkerdőben 1961-2011 között, ötven éven át. A kis élményparkot a város polgárai és munkásai építették 76 679 társadalmi munkaórában.

## Története
A parkot 1961-től közel 600 helyi lakos önkéntes munkájával és segítségével építhette meg a város, ami az évek során folyamatos bővítéseknek nézett elébe: 1965-ben a 8-10 holdas park területén megépült az Elvarázsolt kastély, 1966-ban pedig egy szabadtéri színpadot is kapott, ahol később neves előadók léptek fel.
A vidámpark pusztulásának kezdete a rendszerváltáshoz vezethető vissza. A fiatalokat már nem kötötte le ez a fajta szórakozásmód és elkezdtek más lehetőségeket keresni. Nagyjából ettől az időszaktól kezdődött el a park lassú halála. A kétezres évek elejére a kb. 50 játékelemből már csak alig fele volt használatban, Ekkor a park napról napra küzdött a túlélésért, rengeteg adósságot halmozott fel.
A kétezres évek közepére már szemmel láthatóan csökkent a park népszerűsége. Ekkortájt történtek meg az utolsó felújítások a parkban, sőt, még új játékelemek is érkeztek, hiába. 2006-ban Szirmai Márton készített egy dokumentumfilmet a haldokló vidámparkról, Mecsek Kincse címmel, amiben betekintést nyerhetünk a már haldokló létesítmény életébe. Ekkor már a dolgozók is sejtették a park szomorú jövőjét.
A helyiek az egykor népszerű vidámparkot "depresszióparkként" emlegették. Mindezek ellenére még megpróbálták menteni a menthetőt és Retropark néven új szolgáltatásokkal is bővítették, de hiába. A Pécsi vidámpark 2011. szeptember 1-én végleg bezárta kapuit. Fennmaradásához körülbelül évi 20-25 000 látogatóra lett volna szükség az 5000 helyett.
Ugyan akadtak nyitási próbálkozások a 2012-es évre is, de ennek anyagi terheit a város már nem tudta vállalni. Az épületet és játékokat nem bontották le.
A funkció és őrzés nélkül maradt vidámparkot hamar megtalálták a fosztogatók, vandálok, fém tolvajok és a hajléktalanok. Amit fizikailag lehetett, azt kinyerték a parkból, amit pedig nem, azt összetörték és lerombolták.
2014-ben minden épületet lebontottak, csak a pénztár- és büféépület, a betonalapok és a szabadtéri színpad maradt meg. Ezek a mai napig állnak. 2013-ban itt forgatott a Szellemvárosok Magyarországon, mely elhagyatott helyeket keres fel és videó formájában örökít meg az utókornak.
Roncs dodzsemkocsijait Pripjaty városába vitték az Ideglelés Csernobilban c. horrorfilm forgatásához, Bruce Willis is kölcsönözte őket egy filmjéhez.
Összesen 15 attrakció volt a parkban, köztük egy hullámvasút, vízmeghajtású óriáskerék, elvarázsolt kastély, horgászat, szerencsekerék, dodzsem, gokartpálya, gyermekvonat, több körhinta, céllövölde és a "Szuper Kecmec" névre keresztelt óriásforgó. Emellett a bejáratnál három, érmével induló mozgó gyerekjáték volt kirakva. Az egész park nagy, zöld területtel van körülvéve.
A vidámpark területe jelenleg is népszerű kirándulóterület, itt található a Mecseki kisvasút végállomása, és a felújított Pécsi Állatkert.

## A Li-2-es repülőgép

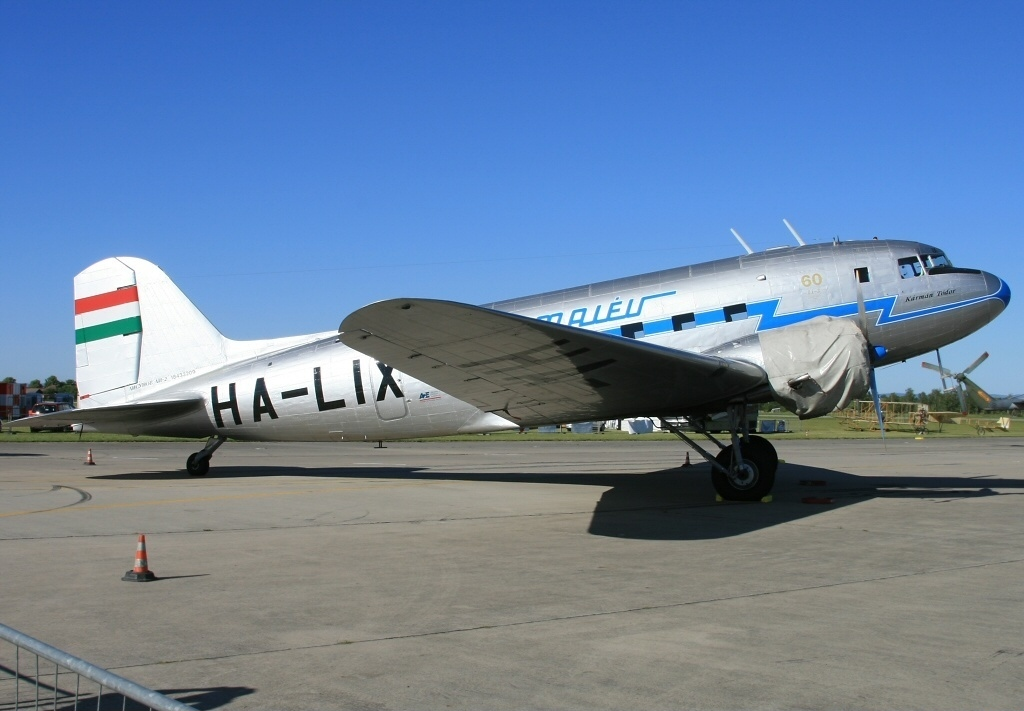
A HA-LIX repülőgép

A vidámparkban negyven éven át megtekinthető volt a Malév HA-LIS lajstromjelű Li–2-es repülőgépe, amely az idő során a Mecsek szimbóluma lett. A gépet leselejtezése után, 1964 tavaszán szállították a vidámparkba.
2000-ben egy lelkes csapat elhatározta, hogy röpképessé tesz egy ilyen gépet, a választás pedig a pécsi parkban lévőre esett, a repülő állapota az évek során annyira leromlott, hogy inkább a Szolnoki Repülőmúzeumban kiállított HA-LIX lajstromjelű, sokkal jobb állapotú gépet választották. A múzeum egy ugyanilyen gépet kért cserébe, méghozzá a pécsit. Elszállítása nem volt hiábavaló, mert jelenleg a HA-LIX az egyetlen röpképes gép a típusból, és ez a pécsi testvérének is köszönhető. A pécsi gépet 2007-ben eredeti zöld festésével és 301-es oldalszámával állították ki Szolnokon.

## Galéria

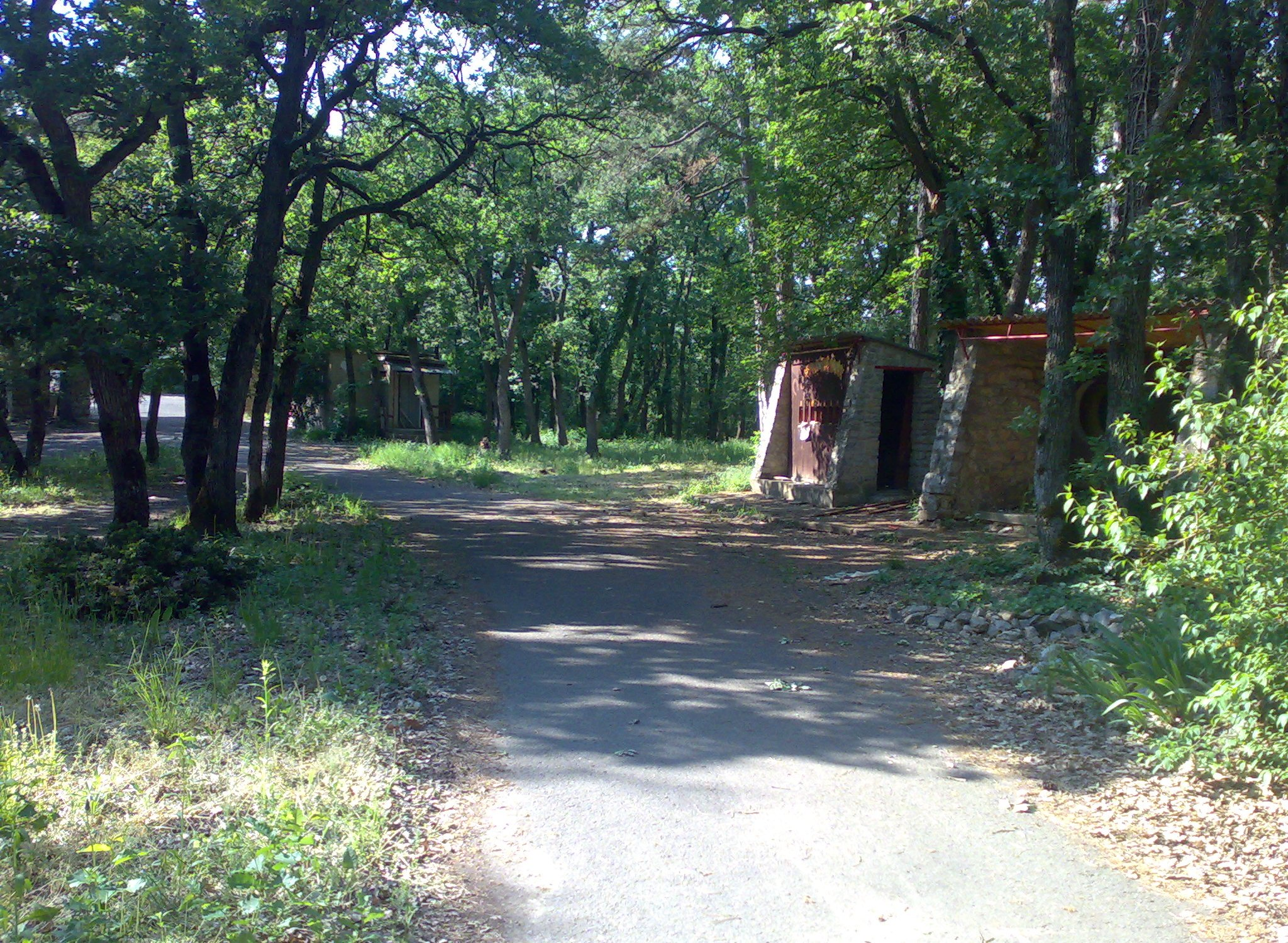
A céllövölde romjai
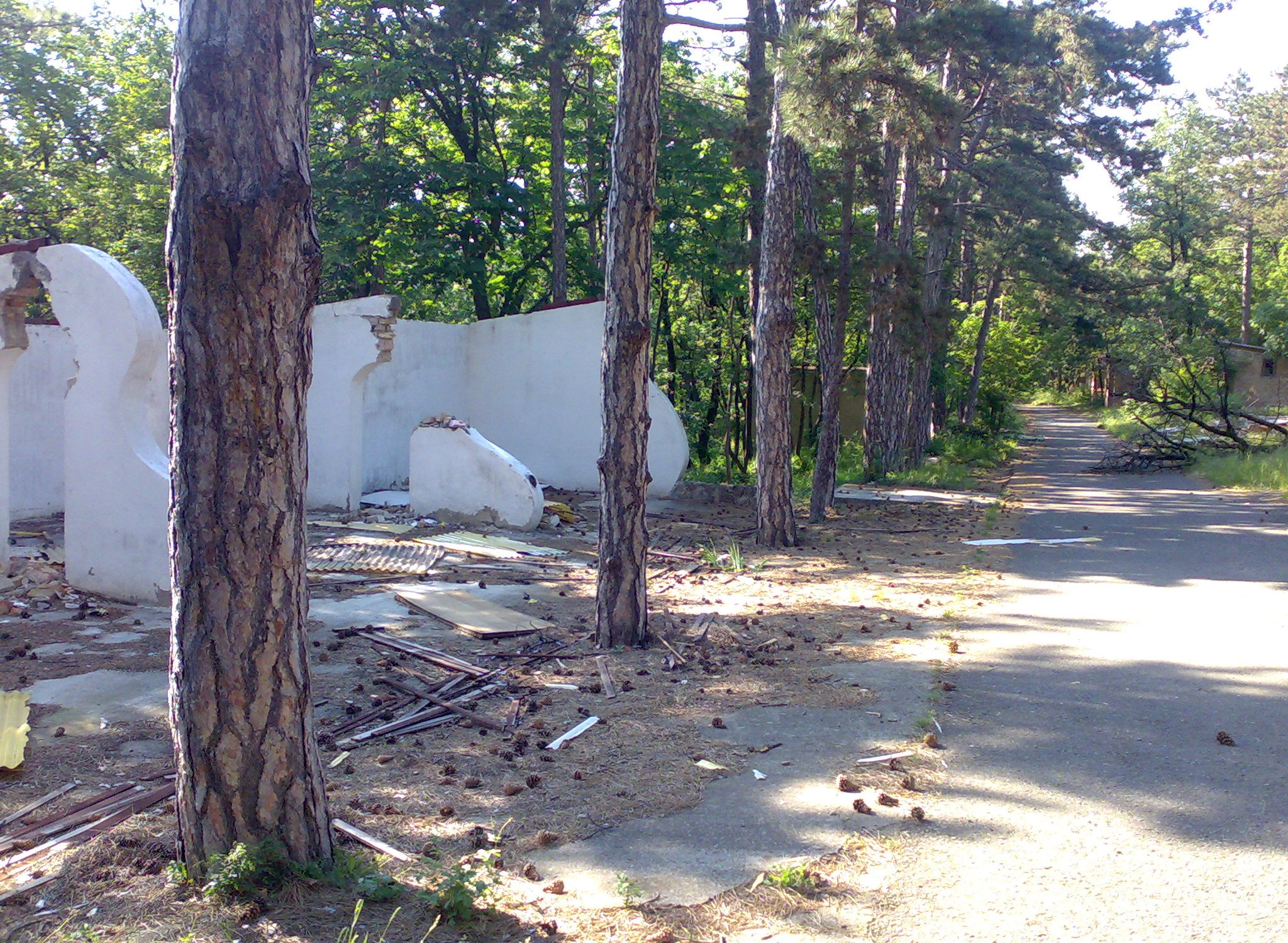
Bontás alatt lévő épület
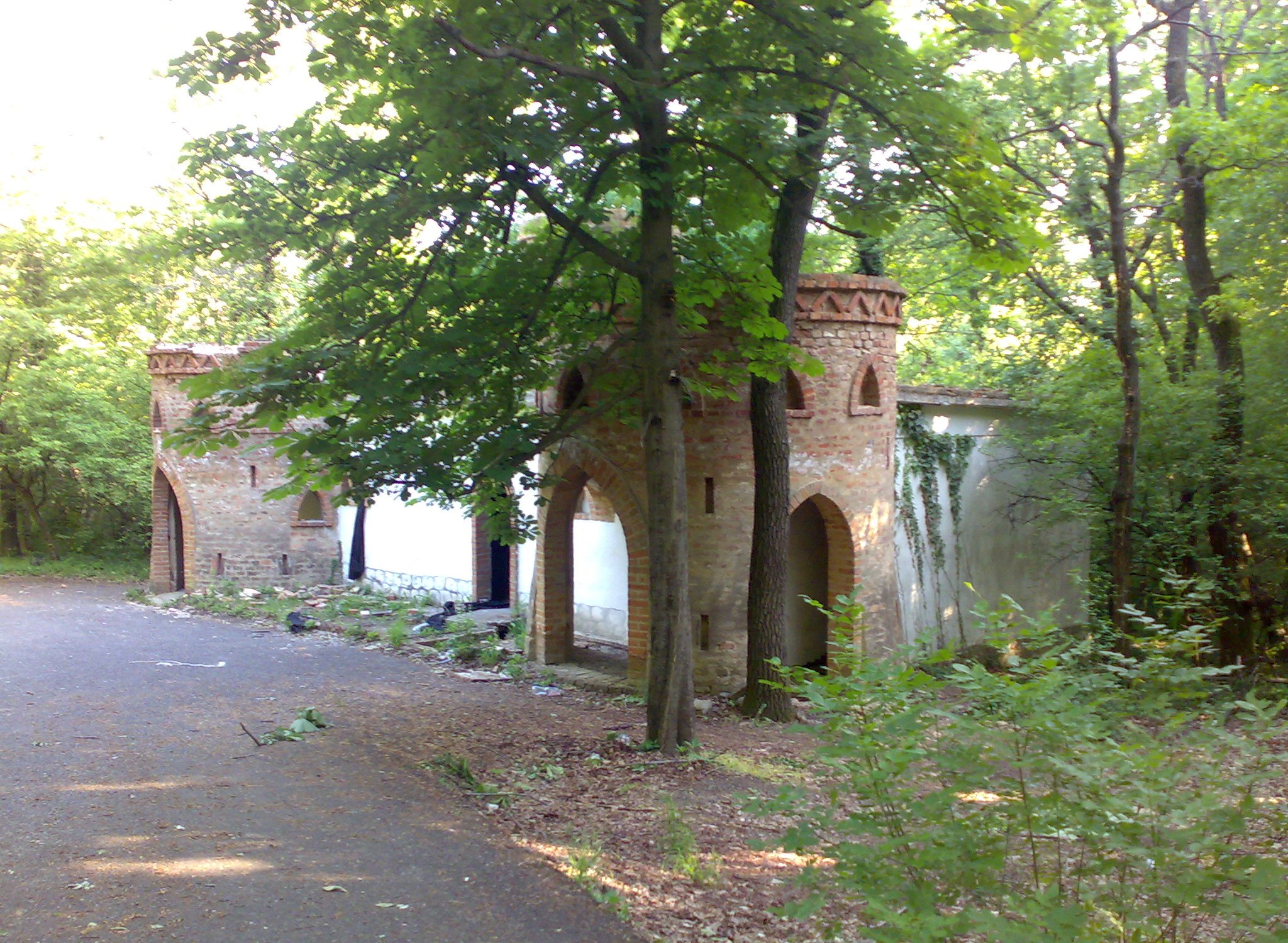
Az egykori Elvarázsolt Kastély
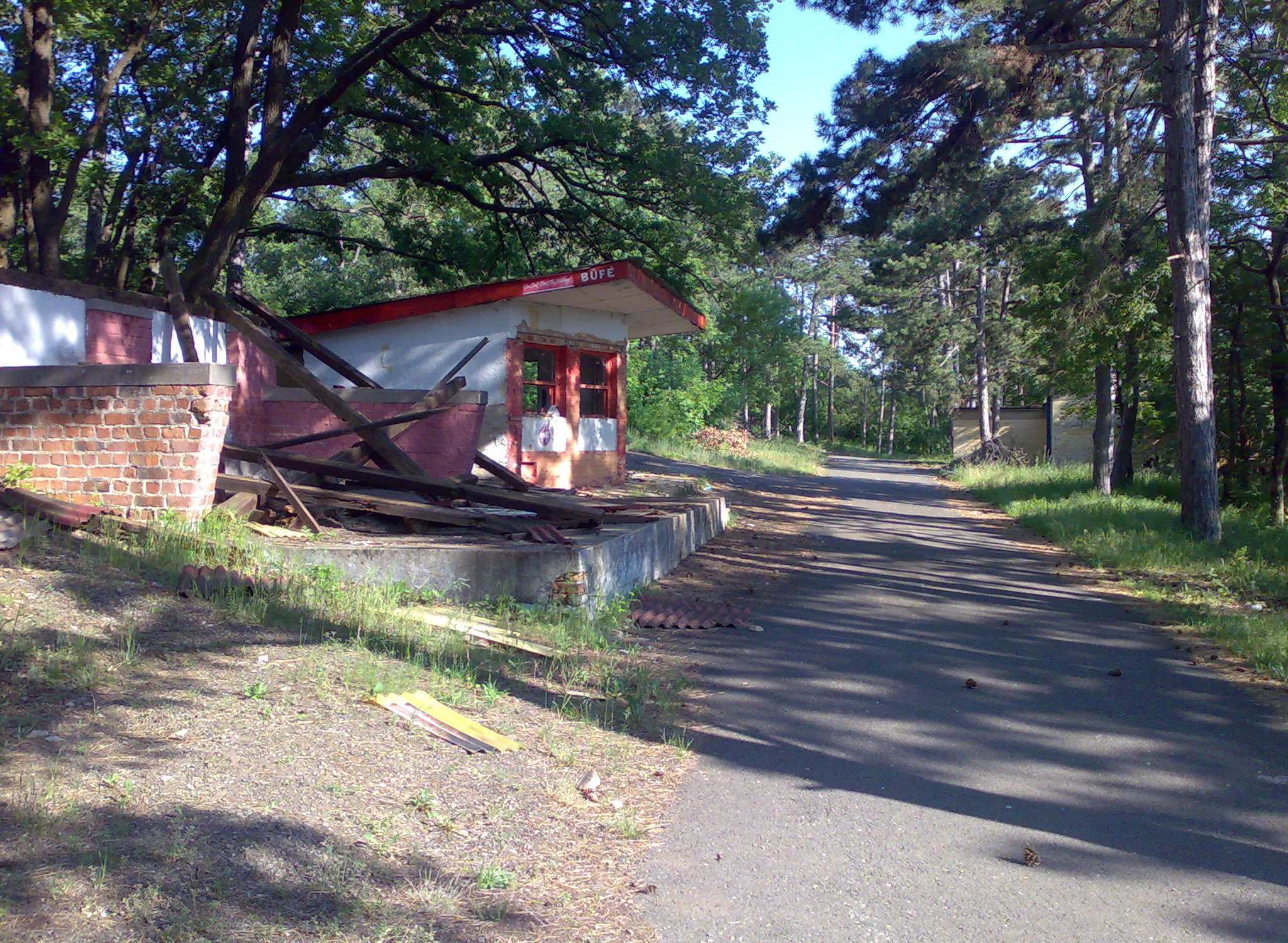
Romos büfé
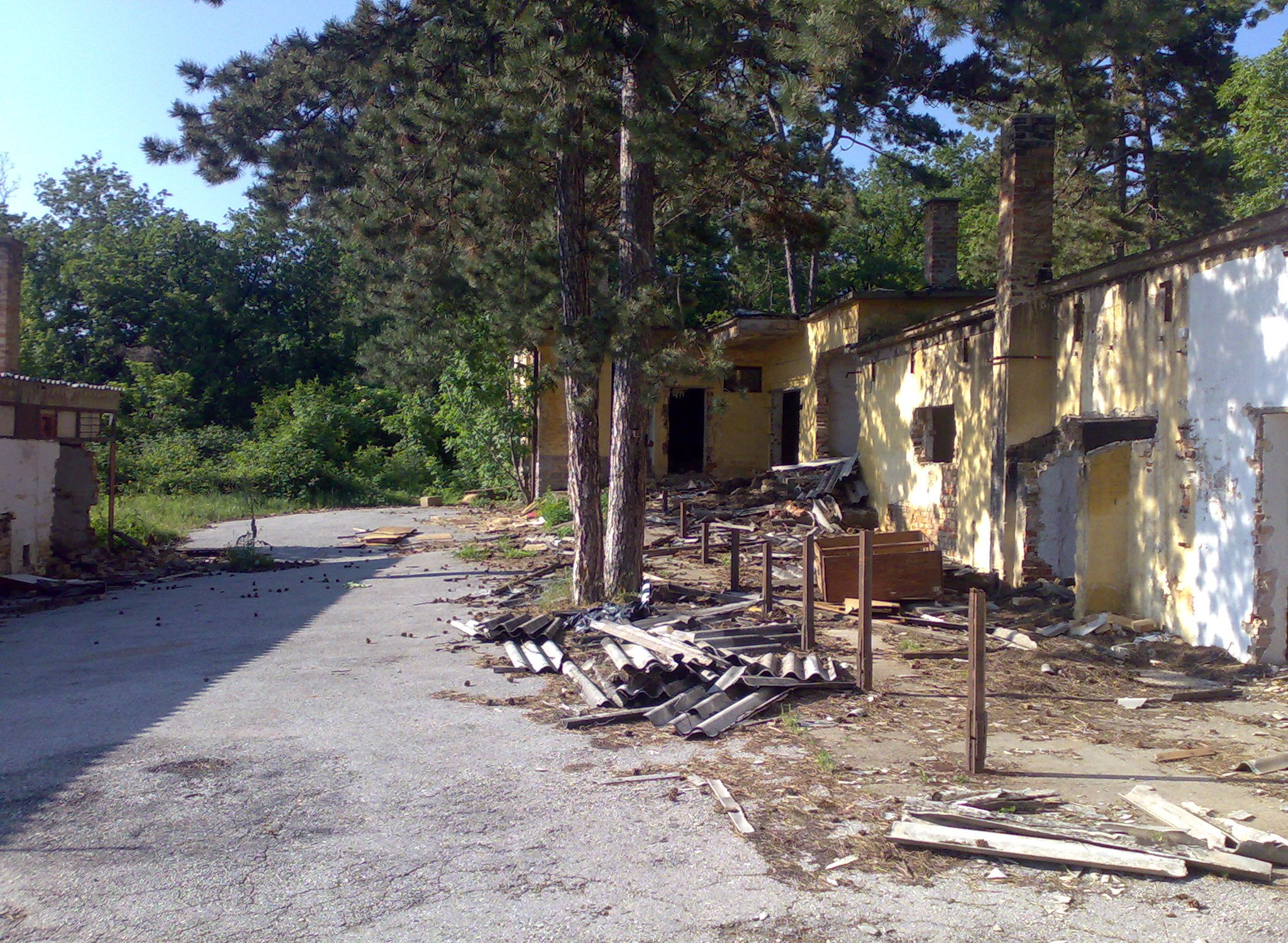
A park bontás közben